# Pedro Conga
Pedro Conga est un musicien, chanteur et percussionniste de salsa portoricain, né à Humacao, Porto Rico. 
Il représente le style musical de la Salsa Erotica (salsa romantica avec des paroles érotiques), un mélange de la musique "Boricua traditionnelle avec des éléments modernes.
Pedro Conga joue avec son Orquesta Internacional depuis plus de 30 ans, avec qui il a sorti 13 albums. 
Il a reçu le surnom "Conga" car lorsqu'il accompagnait le chanteur Justo Betancourt, il était considéré comme un virtuose de cet instrument. 
Plus tard, Pedro Conga a également chanté et a pris la direction de l'Orquesta Internacional. 
Sa musique s'est fait connaître grâce à de nombreuses tournées en Amérique latine, aux États-Unis et en Europe. 
Des musiciens de salsa célèbres comme Tito Rojas, Anthony Cruz ou Maelo Ruíz ont été membres de son orchestre pendant un certain temps. 
Ses plus grands succès incluent des chansons comme "No te Quittes la ropa" (2e au Billboard/Tropical Salsa Charts en 1989), "Ven", "Atrévete", "Pienso en tí", "Ladrona de amor", "Quiero volver a querer" , "Te quiero amor", "Vivés con él", "Me niegas tanto amor", "Si pudieras" (écrite à l'origine par Willie Gonzales). 

## Discographie
- Joaco Muerte (1977)
- Canta Axel Martinez (1984)
- En acción (1989)
- No te quites la ropa (1990)
- Pedro Conga - y su Orquesta Internacional (1991)
- Valió la pena esperar (1992)
- Tropical (1994)
- Special Delivery (1995)
- Salsa éxitos (1997)
- Peligroso (1998)
- Eso me gusta (2001)
- 35 años con el golpe de siempre (2007)